# Hi-NRG
Hi-NRG is een elektronische verderzetting van de discomuziek die populair was eind jaren 70 en in de jaren 80. Kenmerkend voor het genre is het snelle tempo van 130 tot 140 BPM, een baslijn bestaande uit octaafintervallen en het gebruik van staccato ritmische elementen zoals cowbells. Het genre was vooral populair in de homoscene van landen zoals de VS, het Verenigd Koninkrijk, Japan en Mexico. Later heeft het invloed gehad op de house, techno en eurodance.

## Geschiedenis en kenmerken
Het elektronische discogeluid van Giorgio Moroder, dat onder meer te horen is op I Feel Love van Donna Summer, kan als voorloper van de Hi-NRG worden beschouwd. Maar de echte pioniers van het genre waren Patrick Cowley uit San Francisco en Bobby Orlando uit New York. In Europa werd het genre vertegenwoordigd door producers zoals Ian Levine en Stock, Aitken & Waterman.
Hi-NRG is sterk verwant aan italodisco, maar toch zijn er enkele verschillen. Italo is vrolijker, spacyer, met slecht Engels ingezongen en heeft doorgaans een trager tempo dan Hi-NRG.
In Europa en de VS maakte het genre in de late jaren 80 plaats voor modernere dancestijlen, terwijl in Japan de eurobeat het overnam.
Enkel in Mexico kent de Hi-NRG nog een cultstatus dankzij dj's zoals Patrick Miller en Polymarchs.

## Bekende artiesten
- Jermaine Jackson en Pia Zadora - When the rain begins to fall
- Dead or Alive - You spin me round (like a record)
- Lime - Your love en Babe, we're gonna love tonite
- Hazell Dean - Searchin' (I gotta find a man) en Whatever I do (Wherever I go)
- Divine - Shoot your shot en You think you're a man
- Miquel Brown - So many men, so little time
- Evelyn Thomas - High energy